# Booker T. & the M.G.'s
Booker T. & the M.G.´s var en instrumentalgruppe fra Memphis, der indspillede flere plader i 1960'erne. Gruppen var faste studiemusikere for pladeselskabet Stax Records og medvirkede på flere hundrede indspilninger med artister som Wilson Pickett, Otis Redding, Bill Withers, Sam & Dave, Carla Thomas, Rufus Thomas, Johnnie Taylor og Albert King. De udgav også instrumentalnumre i eget navn, hvoraf hit-singlen "Green Onions" fra 1962 er den mest kendte. Som gruppen, der udviklede den originale Stax sound, blev gruppen en af de højst profilerede og respekterede i sin tid.
"The M.G.'s" i gruppens navn står for "Memphis Group".

## Diskografi (udgivelser i eget navn)

### Studiealbums
- 1962: Green Onions US #33
- 1965: Soul Dressing
- 1966: And Now!
- 1966: In the Christmas Spirit US #13
- 1967: Hip Hug-Her US #35
- 1968: Doin' Our Thing US #176
- 1968: Soul Limbo US #127
- 1969: UpTight (soundtrack) US #98
- 1969: The Booker T Set US #53
- 1970: McLemore Avenue US #107
- 1971: Melting Pot US #43
- 1976: Union Extended
- 1977: Universal Language
- 1994: That's the Way It Should Be

### Andre udgivelser
- 1967: Back To Back (live album) US #98
- 1968: The Best of Booker T. & The MG's (Atlantic SD 8202) (opsamlingsalbum)
- 1973: The MG's (released by The MG's)
- 1998: Time is Tight (Box Set - 3 Discs) (udgivet på Stax - 20 oktober)[4]